# Plica lumaria
Espèce
Synonymes
- Plica nigra Mägdefrau, 1992
- Tropidurus nigra (Mägdefrau, 1992)

Statut de conservation UICN

 LC  : Préoccupation mineure
Plica lumaria est une espèce de sauriens de la famille des Tropiduridae.

## Répartition
Cette espèce est endémique du sommet du Cerro Guaiquinima dans l'État de Bolívar au Venezuela.

## Publication originale
- Donnelly & Myers, 1991 : Herpetological results of the 1990 Venezuelan Expedition to the summit of Cerro Guaiquinima, with new tepui reptiles. American Museum Novitates, n. 3017, p. 1-54 (texte intégral).